# خدا بخش خان
صلاح الدين خدا بخش (1326 هـ ـ 1423 هـ/1842م - 1908م)، أحد أعلام الثقافة العربية الإسلامية الكبار في العصر الحديث، وأحد كبار العلماء والدعاة الذين أنجبتهم شبه القارة الهندية بصورة عامة. قضى ما يقرب من نصف عمره بالبحث والتحقيق في أوروبا ودول الشرق الأوسط. له تبحر باللغة العربية والإنجليزية والفرنسية والألمانية والأردية والتركية وله مؤلفات قيمة بهذه اللغات. وله مئات المقالات في القرآن والسيرة النبوية والفقه والتاريخ والحقوق والمكاتيب وغيرها.

## سياحته
زار عددا كبيرا من البلدان العربية والإسلامية والأوروبية والأمريكية وكانت له بصمات واضحة خلالها ، وكان محمد حميد الله من أشد المدافعين عن استقلال إمارة حيدرآباد الإسلامية عن دولة الهند، وهي إمارة لعبت دورا تاريخيا مجيدا في تاريخ المسلمين، وكانت مركزا مزدهرا من مراكز الحضارة الإسلامية في القارة الهندية، فحريٌّ بها أن تبقى منارة إسلامية. فسافر إلى الأمم المتحدة عام 1948 ضمن وفد دبلوماسي يسعى إلى الاعتراف باستقلال الإمارة بعد استقلال الهند عن التاج البريطاني، ورفْض الإمارة الانضمام إليها.
وحينما اجتاحت القوات الهندية الإمارة وفشل الوفد في الحصول على الاعتراف باستقلالها قرر محمد حميد الله بإباء أن لا تطأ قدمه أرض الهند بعدها، وهو قرار التزم به طول عمره المديد، رغم تجواله في أرجاء الأرض.

## موقفه من الحاكمية
ففي حين ذهب مؤسس التيار العصراني (مولانا سيد أحمد خان) (1817 ـ 1898) باتجاه المقاومة السلبية للاستعمار البريطاني حتى يحافظ على حياة المسلمين الهنود، فدعا إلى نبذ العنف مع الآخر، وطالب مسلمي الهند بالاستسلام للسلطة البريطانية الحاكمة متكئاً بفكرته على مفهوم الجبرية واللاعنف. خالفه وعارضه المفكر الهندي (صلاح الدين خدا بخش) لينقلب على مفهوم إسلامية السلطة، ويدعو إلى علمانية شبه القارة الهندية، إذ قدم رؤيته في مقال بعنوان (المفهوم الإسلامي للحاكمية) نقد فيه رؤية الحكم الإسلامي للسلطة، فالسلطة في الفكر الإسلامي كما وردت في مقاله لا تستطيع تغيير الأحكام الشرعية الإسلامية، وهذا ما يجعلها غير قابلة للتطور ومجاراة العصر كما هو الحال في الغرب. وأكد أن الشريعة متغيرة وليست ثابتة، ونادى بضرورة فصل الدين عن الدولة.

## مؤلفاته
من مؤلفاته الشهيرة.
- الحضارة الإسلامية ، ترجمة علي حسني الخربوطلي، مكتبة عيسى البابي الحلبي، القاهرة 1960.
- عصر النهضة في الحضارة الإسلامية، للمستشرق الألماني

عن أصل المؤلف الألماني، ترجمة للانكليزية صلاح الدين خدا بخش، أبو ظبي: هيئة أبو ظبي للسياحة والثقافة، دار الكتب الوطنية،(1435 Hegirian).

## انظر
- مكتبة خدا بخش